# John Jonston

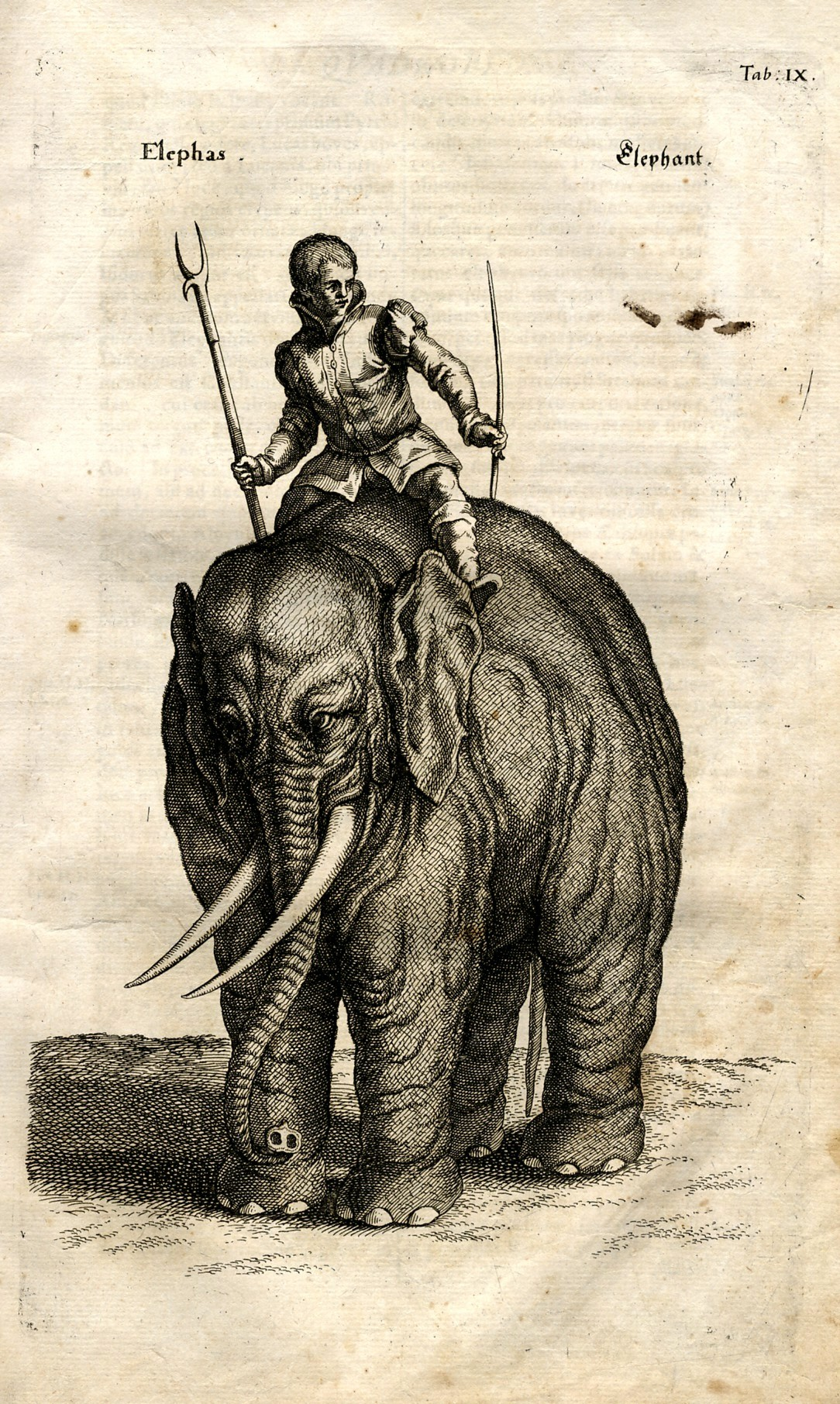
Grabado de Historia Naturalis de Quadrupedibus.

John Jonston (su nombre en ocasiones se latiniza como Johannes) (3 de septiembre 1603 - 8 de junio de 1675), fue un médico y naturalista polaco, de origen escocés, autor de una enciclopedia zoológica.

## Biografía
Jonston nació en Szamotuły, Polonia pero creció en Escocia. Viajó mucho por Europa donde realizó labores de preceptor. Frecuentó las universidades de Saint Andrews, Cambridge, Laiden y Fráncfort.
Comenzó a ejercer de médico en Leiden en 1640, pero desde 1642 se dedicó a la enseñanza en Fráncfort. Volvió a Silesia en 1655.
Jonston se interesó tanto por la Medicina como por la Historia natural y sus obras disfrutaron de una gran difusión, especialmente Historia naturalis, posiblemente una de las últimas enciclopedias de este estilo en Europa. Influido por Plinio el Viejo, Aristóteles, Opiano, Conrad Gessner y Ulisse Aldrovandi, Jonston compiló obras anteriores aunque apenas aportó nada nuevo.
Su Historiae naturalis de avibus se tradujo del latín al alemán, inglés, neerlandés, francés, y fue editada hasta finales del siglo XVIII. Las láminas, firmadas por Matthäus Merian, son de una gran belleza.